# Marco Scandella
Marco Scandella (* 23. Februar 1990 in Montréal, Québec) ist ein ehemaliger kanadischer Eishockeyspieler mit italienischen Wurzeln. Der Verteidiger absolvierte zwischen 2010 und 2024 über 700 Partien in der National Hockey League (NHL) und lief dabei für die Minnesota Wild, Buffalo Sabres, Canadiens de Montréal und St. Louis Blues auf.

## Karriere
Marco Scandella begann seine Karriere als Eishockeyspieler bei den Foreurs de Val-d’Or, für die er von 2007 bis 2010 in der kanadischen Juniorenliga Ligue de hockey junior majeur du Québec (LHJMQ) aktiv war. In diesem Zeitraum wurde er im NHL Entry Draft 2008 in der zweiten Runde als insgesamt 55. Spieler von den Minnesota Wild ausgewählt. Für deren Farmteam Houston Aeros aus der American Hockey League gab der Verteidiger gegen Ende der Saison 2008/09 sein Debüt im Seniorenbereich. Auch die folgende Spielzeit beendete er bei den Aeros in der AHL. In der Saison 2010/11 lief der Kanadier erstmals für die Minnesota Wild in der National Hockey League auf. In 20 Spielen bereitete er dabei zwei Tore vor, kam jedoch überwiegend weiterhin für das AHL-Farmteam Houston Aeros zum Einsatz. In der Saison 2011/12 konnte er sich erstmals einen Stammplatz im NHL-Team der Minnesota Wild erkämpfen.
Nach sieben Jahren in der Organisation der Wild wurde Scandella im Juni 2017 samt Jason Pominville und einem Viertrunden-Wahlrecht im NHL Entry Draft 2018 an die Buffalo Sabres abgegeben. Im Gegenzug wechselten Tyler Ennis, Marcus Foligno und ein Drittrunden-Wahlrecht für den gleichen Draft nach Minnesota. Nach etwa zweieinhalb Jahren in Buffalo wechselte Scandella im Tausch für ein Viertrunden-Wahlrecht im NHL Entry Draft 2020 in seine Heimatstadt zu den Canadiens de Montréal. Dort war er allerdings nur etwa einen Monat aktiv, ehe er im Februar 2020 zu den St. Louis Blues transferiert wurde. Im Gegenzug erhielten die Canadiens ein Zweitrunden-Wahlrecht im NHL Entry Draft 2020 sowie ein konditionales Viertrunden-Wahlrecht im NHL Entry Draft 2021. In St. Louis unterzeichnete der Abwehrspieler im April 2020 einen neuen Vierjahresvertrag, der ihm mit Beginn der Spielzeit 2020/21 ein durchschnittliches Jahresgehalt von 3,275 Millionen US-Dollar einbringen soll. Diesen erfüllte er in Missouri, erhielt jedoch keinen darüber hinausgehenden Vertrag. Anschließend gab er im Oktober 2024 das Ende seiner aktiven Karriere bekannt, in der er insgesamt 784 NHL-Partien bestritten und dabei 170 Punkte verzeichnet hatte.

### International
Für Kanada nahm Scandella an der U18-Junioren-Weltmeisterschaft 2008 sowie der U20-Junioren-Weltmeisterschaft 2010 teil. Bei der U18-WM 2008 gewann er mit seiner Mannschaft die Gold-, bei der U20-WM 2010 die Silbermedaille.

## Erfolge und Auszeichnungen
- 2008 Goldmedaille bei der U18-Junioren-Weltmeisterschaft
- 2010 Silbermedaille bei der U20-Junioren-Weltmeisterschaft

## Karrierestatistik

### International
Vertrat Kanada bei:
- U18-Weltmeisterschaft 2008
- U20-Weltmeisterschaft 2010

(Legende zur Spielerstatistik: Sp oder GP = absolvierte Spiele; T oder G = erzielte Tore; V oder A = erzielte Assists; Pkt oder Pts = erzielte Scorerpunkte; SM oder PIM = erhaltene Strafminuten; +/− = Plus/Minus-Bilanz; PP = erzielte Überzahltore; SH = erzielte Unterzahltore; GW = erzielte Siegtore; 1 Play-downs/Relegation; Kursiv: Statistik nicht vollständig)

## Familie
Sein Onkel Sergio Momesso und sein Bruder Giulio Scandella wurden ebenfalls professionelle Eishockeyspieler.